# George Ahlgren
George Ahlgren   (San Diego, 16 d'agost de 1928 - Comtat de Gila, 30 de desembre de 1951) fou un remer estatunidenc que va competir durant la dècada de 1940.
El 1948 va prendre part en els Jocs Olímpics de Londres, on guanyà la medalla d'or en la prova del vuit amb timoner del programa de rem. Morí en un accident d'aviació el 1951.